# シチズンカード

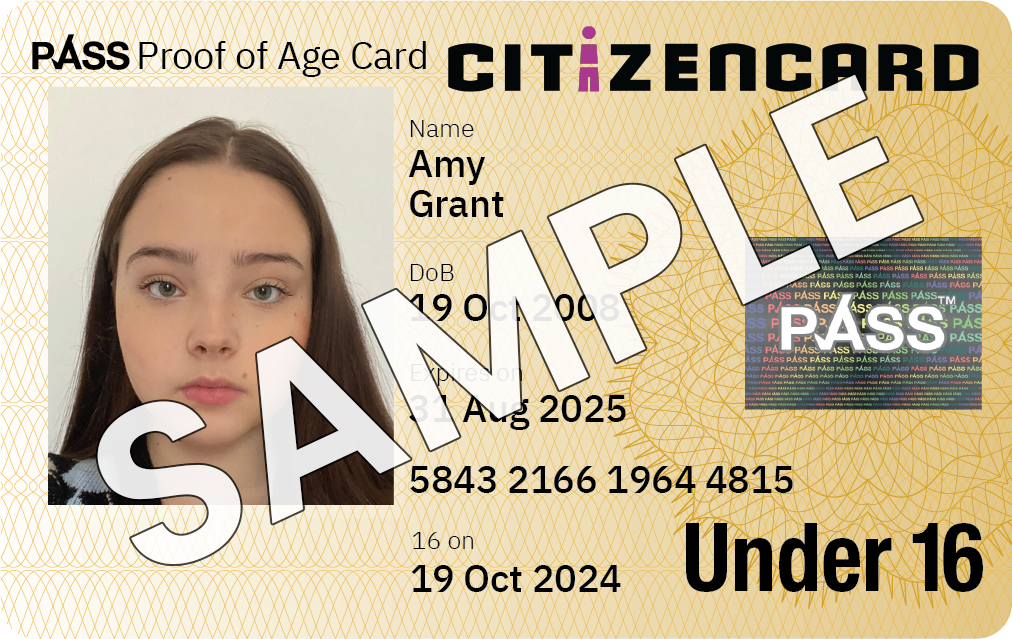
16歳未満向けのCitizenCard 写真つき身分証

シチズンカード（英:CitizenCard）は英国の非営利事業で、英国に居住するすべての人が利用できる、内務省認定の写真付き身分証明書／年齢証明カードを販売している。カードは16歳未満、16～17歳、18歳以上の3つの年齢グループ別に発行される。
シチズンカードには、PASS（Proof of Age Standards Scheme: 年齢証明基準スキーム）のホログラムとロゴが入っている。このスキームは、イギリス内務省、英国警備業監督委員会（SIA）、英国全国警察署長会議（NPCC）、地元警察によってサポートされている。2005年、シチズンカードは200万枚以上のカードを発行した。
シチズンカードは、小売業者に年齢制限のある商品に関する広告資料を提供する、英国全体の「No ID, No Sale！」キャンペーンを実施している。

## 歴史
シチズンカードは1999年に設立され、キャメロット・グループ、ザ・コオペラティブ・グループ、エクスペリアン、エンテイン、タバコ製造者協会の取締役会によって運営されている。アンドリュー・チェビスは、この制度が発足して以来CEOを務めている。

## 配布
オンライン申請手続きと並行して、多くのカードが、スーパーマーケット、バー、新聞販売店、ギャンブル・ショップ、および申請用紙を配布している地方自治体と協力して申請者に販売されている。このカードは、年齢制限のある施設を訪れたり、酒やタバコなど年齢制限のある商品を購入したりする際に、年齢を証明するために使用することができるまたイギリス国内での一部の地域でのバスや国内線の搭乗でも利用できる。
2018年5月、シチズンカードはテック系スタートアップのYotiと提携し、Yotiのモバイルアプリを通じて物理的なIDカードとデジタルIDを組み合わせたサービスを提供した。